# اس‌اف
اس‌اف (انگلیسی: SF) شرکت رسانه‌ای و فیلم‌سازی سوئدی است، که در سال ۱۹۱۹ تأسیس شد.